# Schafhof (Kirchheim unter Teck)
Schafhof ist ein Wohngebiet von Kirchheim unter Teck im Landkreis Esslingen (Baden-Württemberg). Das Wohngebiet liegt etwa 1,5 Kilometer nordöstlich von Kirchheim unter Teck und entstand in den Jahren 1979 bis 1984. 2010 hatte das Gebiet etwa 2000 Einwohner.

## Geschichte
Der Schafhof ging aus dem im späten Mittelalter abgegangenen Weiler Westerbach hervor. Benannt ist er nach der Familie Schaaf, die den Hof 1515 vom Kloster Kirchheim als Lehen bekam und bis 1750 behielt. Bereits 1492 gehörte der Schafhof zum Kloster Kirchheim, dessen Güter nach 1564 von der württembergischen Klosterhofmeisterei Kirchheim verwaltet wurden. Im Dreißigjährigen Krieg wurde der Schafhof zerstört, danach aber wieder aufgebaut. 1843 wird der Weiler Schafhof als Filial von Kirchheim unter Teck mit 42 bzw. 43 Einwohnern beschrieben.

## Verkehr
Das Wohngebiet Schafhof wird von der Buslinie 163, die in die Kirchheimer Innenstadt, zum Bahnhof, nach Lindorf und nach Ötlingen führt, halbstündlich bedient. Samstagnachmittags und sonntags ist der Fahrplantakt stündlich.